# Acacia quadrimarginea
Acacia quadrimarginea är en ärtväxtart som beskrevs av Ferdinand von Mueller. Acacia quadrimarginea ingår i släktet akacior, och familjen ärtväxter. Inga underarter finns listade i Catalogue of Life.